# Stephansposching
Stephansposching este o comună aflată în districtul Deggendorf, landul Bavaria, Germania.